# Ханцидис, Минас
Минас Ханцидис (греч. Μηνάς Χατζίδης; род. 4 июля 1966, Кеттвиг) — греческий футболист, игравший на позиции полузащитника. Известен по игре за «Олимпиакос».

## Клубная карьера
Ханицидис родился в немецком городе Эссене. Молодёжную карьеру карьеру провёл в «Вуппертале». Профессиональную карьеру начал в 1985 году в составе леверкузенского «Байера». В сезоне 1987/1988 помог клубу выиграть Кубок УЕФА. В 1988 году 3 матча сыграл за «Бохум». В этом же году поехал в Грецию, где подписал контракт с «Олимпиакосом». С клубом из Пирей дважды становился обладателем национального Кубка и единожды национального Суперкубка. С 1996 по 1998 года выступал за «Касторию», «Ираклис» и «Верию». В 1998 году вернулся в Германию, вновь присоединившись к «Вупперталю». Прежде чем завершил профессиональную карьеру в 2003 году, Ханицидис успел поиграть за «Эльферсберг» и «Унион» из Золингена.

## Карьера за сборную
Дебют за национальную сборную Греции состоялся 23 апреля 1994 года в домашнем товарищеском матче против сборной Польши (0:0). Свой единственный гол за «Эллин» забил 28 мая 1994 года в товарищеском матче против США (1:1), сравняв счёт во встречи. Был включён в состав на чемпионат мира 1994 в США, где сыграл в проигрышных матчах против сборной Болгарии (0:4) и сборной Нигерии (0:2). Всего Ханцидис сыграл за сборную 10 матчей и забил 1 гол.

## Личная жизнь
Ханцидис имеет греческие корни, его семья родом из Плати.

## Достижения

### «Байер 04»
- Кубка УЕФА: 1987/88[6]

### «Олимпиакос»
- Обладатель Кубка Греции: 1989/90, 1991/92
- Обладатель Суперкубка Греции: 1992